# George W. Taylor

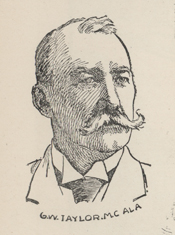
George W. Taylor

George Washington Taylor (* 16. Januar 1849 auf der Roselawn-Plantage im Montgomery County, Alabama; † 21. Dezember 1932 in Rome, Georgia) war ein US-amerikanischer Rechtsanwalt und Politiker (Demokratische Partei).

## Werdegang
George Washington Taylor besuchte Privatschulen und verpflichtete sich im November 1864, als eine Schule in Columbia (South Carolina) besuchte, in der Konföderiertenarmee, wo er bis zum Ende des Krieges diente. Dann graduierte er 1867 an der University of South Carolina in Columbia. Danach unterrichtete er in Mobile (Alabama), wo er auch Jura studierte. Seine Zulassung als Anwalt bekam er im November 1871 und fing dann 1872 in Butler (Alabama) an zu praktizieren.
Taylor verfolgte ebenfalls eine politische Laufbahn. Er war in den Jahren 1878 und 1879 Abgeordneter im Repräsentantenhaus von Alabama. Dann war er zwischen 1880 und 1892 als Solicitor für den ersten Gerichtsbezirk von Alabama tätig. Eine dritte Amtszeit lehnte er allerdings ab. Während dieser Zeit zog er 1883 nach Demopolis. Taylor wurde in den 55. US-Kongress gewählt und in die acht nachfolgenden Kongresse wiedergewählt. Er entschied sich 1914 gegen eine erneute Kandidatur. Taylor war im US-Repräsentantenhaus vom 4. März 1897 bis zum 3. März 1915 vertreten. Während dieser Zeit hatte er den Vorsitz beim Staatsparteitag der Demokraten, der 1901 die verfassungsgebende Versammlung einberief. Nach Ablauf seiner letzten Amtszeit ging er wieder seine Tätigkeit als Anwalt in Demopolis nach. Ferner nahm er 1920 als Delegierter an der Democratic National Convention teil.
Taylor verstarb 1932 während eines Besuchs von Rome (Georgia), sein Leichnam wurde dann nach Montgomery überführt, wo er auf dem Oakwood Cemetery beigesetzt wurde.